# Црвени крст Панчево
Црвени крст Панчево (✚) је хуманитарно, независно, непрофитно и добровољно удружење грађана, основанo за територију града Панчева 1881. године, саставни је део Црвеног крста Војводине и Црвеног крста Србије. Има положај организације која помаже надлежним органима града Панчева у хуманитарној области.
Мисија Црвеног крста је да олакшава људску патњу, са задацима да пружа помоћ угроженим лицима у случају ратних сукоба, природних, еколошких или других несрећа, спасава угрожене животе и здравље људи и шири знања о међународном хуманитарном праву, да превентивно делује и просвећује грађане у области здравствене и социјалне заштите и унапређује хуманитарне вредности у друштву и, у случају стања потреба, пружа социјалну заштиту и збрињавање.
Основни принципи Црвеног крста су хуманост, непристрасност, неутралност, независност, добровољност, јединство и универзалност. Представљају темељ и суштину покрета и чине неопходну спону која Националним друштвима обезбеђује заједништво, јединство и универзалност у раду. У циљу усклађивања активности и превазилажења неминовних разлика које постоје између различитих друштава, покрет се руководи заједничким смерницама које представљају основу за јединствено деловање. Иако нису дефинисани од самог оснивања, принципи се могу идентификовати кроз начин деловања Међународног покрета Црвеног крста до свог званичног усвајања на 20. Међународној конференцији у Бечу 1965. године.

## Програми
Своју делатност Црвени крст Панчево спроводи кроз следеће програме:
- Промоција и омасовљење добровољног давалаштва крви
- Здравствено превентива делатност
- Прва помоћ
- Социјална делатност
- Рад са младима
- Припрема и деловање у несрећама
- Дифузија и истраживање хуманитарног права
- Служба тражења
- Борба против трговине људима

Црвени крст Панчево има седам запослених у секретаријату, преко двеста волонтера и многобројних сарадника који учествују у реализацији програма. Омладинска теренска јединица Црвеног крста се формира на добровољној основи од најактивнијих чланова и едукованих младих волонтера Црвеног крста са вишегодишњим искуством у разним областима деловања.

## Догађаји
Догађаји у организацији Црвеног крста Панчева су:
- Вршњачке едукације у основним и средњим школама
- Семинари, трибини
- Пројекти на тему превенције трговине људима
- Превенције психоактивних супстанци
- Превенције ХИВ-а
- Промоције хуманих вредности
- Промоције добровољног давалаштва крви
- Безбедност у саобраћају[4]
- Курс прве помоћи за основце и средњошколце
- Дечија недеља[4]
- Дан несталих лица[4]
- Дан толеранције[4]
- Дан планете Земље[4]
- Европски дан борбе против трговине људима[4]
- Међународни дан старијих особа[4]
- Светски дан Црвеног крста[4]
- Светски дан волонтера[4]
- Светски дан здравља[4]
- Светски дан давалаца крви[4]
- Светски дан без дуванског дима[4]
- Светски дан безбедности и здравља на раду[4]
- Светски дан прве помоћи[4]
- Светски хуманитарни дан[4]